# Юзкуйская волость
Юзкуйская волость (также Азкуйская волость, укр. Юзкуйська волость) — административно-территориальная единица Мелитопольского уезда Таврической губернии.
По состоянию на 1886 год состояла из 9 поселений, 4 сельских общин. Население 7116 человек (3620 мужского пола и 3496 — женского), 1297 дворовых хозяйств.
|                        | Площадь, дес. | В том числе пахотной, дес. |
| ---------------------- | ------------- | -------------------------- |
| Сельских общин         | 30586         | 16698                      |
| Частной собственности  | 31712         | 5500                       |
| Казённой собственности | 890           | —                          |
| Другой собственности   | 304           | 110                        |
| В общем                | 63492         | 22308                      |

Наибольшие поселения волости:
- Малые Юзкуи — село при Азовском море в 73 верстах от уездного города, 2822 человек, 434 дворов, православная церковь, школа, 4 лавки, кирпичный завод, 2 колёсные, бондарня, ярмарка 21 сентября. В 5 1/2 вёрст — кирпичный завод. В 10 верстах — кирпичный завод, колёсная. В 18 верстах — кирпичный завод. В 25 верстах — столярная.
- Геническ (Усть-Азовск) — городок при Азовском море и проливе к озеру Сиваш, 1225 человек, 321 дворов, православная церковь, еврейский молитвенный дом, школа, почтовое отделение, почтовая станция, 42 лавки, кирпичный завод, столярная, бондарня, фонтан сельтерской воды, 2 постоялых двора, 3 водочных складов, 7 рейнских погреба, харчевня, 3 ярмарки: 8 сентября, 8 ноября, 25 марта, базар по воскресеньям, железнодорожная станция Геническ.
- Ново-Григоровка — село при балке от лимана Азовского моря, 2211 человек, 408 дворов, молитвенный дом, школа, почтовая станция, 8 лавок, кирпичный завод, 2 постоялых двора, 2 ярмарки: 17 марта и 26 октября, базар по воскресеньям, железнодорожная станция Ново-Григорьевка.
- Стокопани (Моховая) — село при балке от лимана Азовского моря, 709 человек, 117 дворов, православная церковь.

## История
Населённый пункт Юзкуи (крымскотатар. «сто колодцев») впервые упоминается в документах, датированных 1820 годом. Именно тогда в Юзкуи переселилось 70 семей государственных крестьян из села Черненское Тамбовской губернии. В конце 1861 года Юзкуи стали центром волости, которая была подчинена Мелитопольскому уезду Таврической губернии. Согласно Постановлению ВУЦИК № 617 от 26 октября 1921 г. волость вошла в созданный Генический уезд Запорожской губернии.

## Примечание
1. ↑  Архивная копия от 5 сентября 2018 на Wayback Machine Волости и важнейшие селения Европейской России : По данным обследования, произведенного стат. учреждениями М-ва вн. дел : Вып. 1 — 8. — СПб. : Центр. статист. комитет, 1880—1886. — 8 т. (Вып. 8.) : Губернии Новороссийской группы. [Екатеринославская, Таврическая, Херсонская, Бессарабская] / Сост. Г. Г. Ершов. — СПб., 1886. — 8, 157 с. — C.61
2. ↑  Список волостей Украинской Советской Социалистической Республики (приложение к схематической административной карте Украины, изданной Ц. С. У. Украины по данным на 15 ноября 1921 г.): Харьков, 1921 г. — стр. 10
3. 1 2  Постановление ВУЦИК № 617 от 26 октября 1921 г. «Об образовании Генического уезда».
4. 1 2  Собрание Узаконений и Распоряжений Рабоче-крестьянского Правительства Украины, № 21 (15-26 октября 1921 г.), стр. 733.
5. 1 2  «Вісти» ВУЦИК от 16 ноября 1921 г., № 221, стр. 4. Дата обращения: 31 мая 2022. Архивировано 31 мая 2022 года.
6. ↑  Волости и важнѣйшія селенія Европейской Россіи : По даннымъ обслѣдованія, произведеннаго статистическими учрежденіями Министерства Внутреннихъ Дѣлъ, по порученію Статистическаго Совѣта :  [рус. дореф.] / Сост. Г. Г. Ершовъ. — Изданіе Центральнаго Статистическаго Комитета. — СанктПетербургъ : Типографія Министерства Внутреннихъ Дѣлъ, 1886. — Т. 8, вып. VIII. Губерніи Новороссійской группы. — 157 с.
7. 1 2 3  История городов и сёл УССР. — Т. Херсонская область. — С. 333—338. Архивировано 21 ноября 2018 года.